# Karl Knaake
Joachim Karl Friedrich Knaake (* 2. Oktober 1835 in Werben (Elbe); † 6. April 1905 in Naumburg (Saale)) war ein deutscher evangelischer Theologe, Lutherforscher, Begründer der Weimarer Lutherausgabe.

## Leben und Werk
Karl Knaake, Sohn eines einfachen Ackerbürgers in der altmärkischen Stadt Werben an der Elbe, lernte als Kind Armut und Entbehrungen kennen.
Aufgrund seiner hervorragenden Leistungen überwies man Karl auf das humanistische Gymnasium in Stendal. Nach dem Abitur 1856 begann er als kurmärkischer Stipendiat Theologie und Philologie an der Universität Berlin zu studieren.
Sein Hochschullehrer Karl Schneider begeisterte den jungen Studenten für die Reformationsgeschichte und Luthers Schriften. Knaake griff später dessen gescheiterten Plan auf, eine wissenschaftliche Gesamtausgabe von Luthers Werken herauszugeben. Nach dem Examen bestand er 1861 im Kandidatenkonvikt in Magdeburg die zweite theologische Prüfung und wurde als wissenschaftlicher Lehrer in Salzwedel eingestellt sowie zum zweiten Prediger in Heiligenstadt berufen.
1862 heiratete er Juliane Müller aus Werben.

### Potsdamer Zeit
Von 1864 bis 1881 war Knaake als Lehrer und Pfarrer im Kadettenhaus Potsdam tätig.
Die Nähe der Königlichen Bibliothek sowie der Antiquariate und Buchhändler in Berlin nutzte er, um seine Studien zu intensivieren und Quellenschriften zu erwerben mit dem Ziel, eine kritische wissenschaftliche Gesamtausgabe aller lateinischen und deutschen Texte, Tischreden und Briefe von Martin Luther in chronologischer Reihenfolge herauszugeben. Nach und nach baute er seine erste Sammlung von ca. 2.000 Luther- und Reformationsschriften auf, die er sich trotz seiner geringen Geldmittel u. a. durch Nachhilfestunden erwarb.
Während dieser arbeitsreichen Potsdamer Zeit wurden dem Ehepaar Knaake nach der ersten Tochter noch sechs weitere Kinder geboren, von denen vier innerhalb von vier Jahren starben.
Nach über 15 Jahren kontinuierlicher Forschungsarbeit sollte Knaakes kritische Rezension zur Lutherbiographie von Julius Köstlin, führender Lutherforscher an der Universität Halle-Wittenberg, die Wende bringen. Durch diese und weitere Veröffentlichungen auf Knaake aufmerksam geworden, erkannte Köstlin die Leistung des bis dahin einsam arbeitenden Mannes und nahm Kontakt zu ihm auf. Köstlin ermöglichte es durch seine Beziehungen zum preußischen Kultusministerium, Knaakes Traum, eine wissenschaftliche Lutherausgabe zu realisieren. Kaiser Wilhelm I. stellte 40.000 Mark für das Renommierprojekt zur Verfügung, das als „nationale Ehrenaufgabe“ betrachtet wurde.
Endlich konnte Knaake als Herausgeber einen Vertrag mit dem Hermann Böhlau-Verlag in Weimar im Juli 1882 abschließen.
Die Leitung des Projektes übernahm die „Königliche Kommission zur Herausgabe der Werke D. Martin Luthers“.

### Drakenstedter Zeit
Um effektiver sich seinen wissenschaftlichen Studien hinzugeben, erhielt er Ende 1881 eine kleine Pfarrstelle in Drakenstedt bei Magdeburg.
Zielstrebig arbeitete er an der umfassenden Aufgabe und besuchte zahlreiche Bibliotheken und Archive im Reich sowie in Kopenhagen, Prag und das Britische Museum in London, um weitere Luthertexte zu finden.
Kurz vor dem Erscheinen des 1. Bandes der WA verlieh die Universität Halle-Wittenberg Karl Knaake im August 1883 die Ehrendoktorwürde.
Zum 400. Geburtstag des Reformators, der im gesamten Deutschen Reich gefeiert wurde, konnte der erste Band der Weimarer Lutherausgabe Kaiser Wilhelm I. am 19. Oktober 1883 in Berlin überreicht werden.
Aufgrund von Krankheiten, privaten Schicksalsschlägen und Überarbeitung erschienen von Knaake der 2. Band erst 1884 und der 6. Band 1888 sowie Teile aus Band 5 (1892), Band 7 (1897) und Band 9 (1893) der WA. Aus gesundheitlichen Gründen schied er 1897 aus der unmittelbaren Arbeit an der WA aus. Längst hatte er die Erarbeitung weiterer Bände an andere Mitarbeiter abgegeben. Den Umfang der Gesamtausgabe, der mit zunehmenden Recherchen, weiteren Funden sowie gestiegenen editorischen Anforderungen wuchs, hatten Knaake und die staatliche Kommission völlig unterschätzt, allerdings auch die Forschergenerationen nach ihnen.
In Drakenstedt gelang Knaake der Aufbau von zwei weiteren Sammlungen. Wegen zunehmender gesundheitlicher Probleme trat er 1901 in den Ruhestand und zog 1902 in die Beamten- und Pensionärsstadt Naumburg/S. Bis zu seinem Tod am 6. April 1905 arbeitete er an der Herausgabe der Lutherbriefe.
Eine Tatsache bleibt bis heute unbestritten:
„Ohne Knaakes Begeisterung, Mut, Opferfreudigkeit, Gelehrsamkeit und beharrlichem Fleiß wäre die neue kritische Gesamtausgabe der Werke Luthers, nicht zustande gekommen.“

### Luther- und Reformationssammlungen
Knaake, „ein Mann des historischen Spezialistentums, besessen von bibliophiler Sammelleidenschaft“, baute zu seiner Zeit nicht nur eine, sondern sogar drei der größten und wertvollsten Privatsammlungen von Luther-Drucken und Handschriften des 19. Jahrhunderts auf.
Für die Herausgabe der Weimarer Lutherausgabe verkaufte Knaake ca. 2.000 Lutherdrucke an die preußische Staatsregierung bzw. an die Königliche Bibliothek.
Die zweite Sammlung umfasste 3.000 Reformationsschriften, die die Königliche Bibliothek in Berlin 1892 erwarb und in Teilen nach Wittenberg weiterverkaufte.
Die dritte Sammlung enthielt ca. 4.000 Reformationsschriften, Luther-Handschriften und Briefe sowie antike Klassiker u. a. Sie wurde 1906–1908 von Theodor Oswald Weigel in Leipzig versteigert.
Seine Sammlungen waren das Werkzeug, mit dem Knaake sein Lebenswerk, die Lutherausgabe, begann. Diese auszubauen und zu vollenden bedurfte es noch zahlreicher engagierter Forschergenerationen bis ins 21. Jahrhundert. 2009 wurde die WA von Ulrich Köpf nach 126 Jahren mit 123 Bänden in vier Abteilungen abgeschlossen.

## Schriften (Auswahl)
- als Hrsg.: Luther, Martin: D. Martin Luthers Werke. Kritische Gesammtausgabe (WA). Bd. 1. Weimar 1883,  Bd. 2. Weimar 1884, 6. Band 1888 sowie Teile aus Band 5 (1892), Band 7 (1897) und Band 9 (1893).
- als Hrsg.: Neudrucke deutscher Literaturwerke des 16. und 17. Jahrhunderts, Halle a. S.: Nr. 18, 1879: Drei Reformationsschriften Luthers aus dem Jahre 1520 (Sendbrief an Papst Leo X.; Von der Freiheit eines Christenmenschen; Warum des Papstes Bücher verbrannt seien) und Nr. 28, 1880: Luthers Schrift wider Hans Worst 1541.
- als Hrsg.: Jahrbücher des deutschen Reichs und der deutschen Kirche im Zeitalter der Reformation. Leipzig 1872.
- als Hrsg.: Luthers Tischreden
- Beiträge zur Geschichte Kaiser Karl’s V. – Briefe Joachim Imhof’s an seine Vettern zu Nürnberg aus den Feldzügen 1543,1544, 1547. Stendal 1864.
- Luthers Anteil an der Augsburgischen Konfession. Berlin 1863.

## Briefe (Auswahl)
- Nachlass Köstlin/Korrespondenz Knaake. (Yi39II): Universitäts- und Landesbibliothek Sachsen-Anhalt in Halle (Saale), Abteilung Sondersammlungen.
- Archiv der Kommission zur Herausgabe der Werke Martin Luthers. Korrespondenz Knaake/Weiß. Universitätsarchiv Tübingen. Sign. 752/1, Bd. 1.